# Hoàng Thùy Linh
Hoàng Thùy Linh (11 de agosto de 1988, Hanoi) es una actriz y cantante vietnamita de V-pop. Ella obtuvo reconocimiento por su popular canción See Tình, con una versión remezclada que ganó gran popularidad en TikTok y miembro del grupo de chicas de Corea del Sur Rocket Punch.

## Carrera
Como ex estudiante de la universidad de Hanói en la carrera de Arte, fue entrenada para ser una actriz de Televisión Nacional de Vietnam, también como cantante y líder y vocalista en la que surgió junto a grupo de música llamada Thiên Thần (los ángeles). Además interpretar un personaje como maestra de ceremonias en Hanói en un programa de televisión, Vui Cung Hugo (Joy con Hugo), también participa en la mayoría de las series de televisión y en obras de teatro, que son programas interactivos como en clips comerciales. 
Su primera participación como actriz fue cuando interpretó un personaje en la serie Đường đời (Camino de la vida), el drama como una pequeña niña llamada Thuy (en 2004, 25 episodios, en el Premio de Oro - Vietnam Drama Festival de 2005). Después de alcanzar el éxito, participó en dos dramas como Trò đùa của số phận (risa del destino) (2005, 18 episodios), filmada por el director Huy Thuan, su personaje principal fue en Đi về phía mặt trời (Viaje al Sol) (2006 , 29 episodios) dirigida por el director Luu Trong Ninh.
En 2006, Thùy Linh realizó estudios en el Departamento de Directora de Televisión de la Escuela de Cine y Actuación de Vietnam, y completó su título en 2009. 
En 2007, asumió un papel principal en la segunda temporada del programa de televisión interactivo "El diario de Vàng Anh", originalmente titulado Nhật ký Vàng Anh. El programa, una comedia adaptada del "Diario de Sofía" de Portugal, recibió elogios por su contenido educativo dirigido a los jóvenes vietnamitas.